# Kim Seong-eun (boxe anglaise)
Pour les articles homonymes, voir Kim Seong-eun.
Kim Seong-eun est un boxeur sud-coréen né le 10 juin 1943 à Jeju et mort en 2007. Il a participé à l'épreuve masculine des poids plumes aux Jeux olympiques d'été de 1968. 

## Biographie
Kim Seong-eun est sacré champion d'Asie à Séoul en 1965 avant d'être médaillé d'or aux Jeux asiatiques de Bangkok en 1966 dans la catégorie des poids plumes. En 1967, il devient champion d'Asie  à Colombo en poids plumes et se qualifie pour les Jeux olympiques l'année suivante à Mexico. Il remporte à cette occasion son premier combat contre le Japonais Tadashi Okamoto puis s'incline au deuxième tour face au Turc Seyfi Tatar (en).
Il est médaillé d'or aux Jeux asiatiques de Bangkok en 1970, toujours dans la catégorie des poids plumes.